# One Way Ticket to Hell... and Back
Albums de The Darkness
Permission to Land
(2003) Hot Cakes
(2012)
One Way Ticket to Hell... and Back est le second album du groupe anglais The Darkness, sorti en 2005.

## Liste des chansons
Toutes les chansons sont écrites et composées par Ed Graham, Dan Hawkins, Justin Hawkins et Frankie Poullain sauf indication contraire.
| No  | Titre                               | Auteur                             | Durée |
| --- | ----------------------------------- | ---------------------------------- | ----- |
| 1.  | One Way Ticket                      | Hawkins, Hawkins, Frankie Poullain | 4:26  |
| 2.  | Knockers                            | Hawkins, Hawkins, Poullain         | 2:43  |
| 3.  | Is It Just Me?                      | Hawkins, Hawkins, Poullain         | 3:05  |
| 4.  | Dinner Lady Arms                    |                                    | 3:16  |
| 5.  | Seemed Like a Good Idea at the Time | Hawkins, Hawkins, Poullain         | 3:34  |
| 6.  | Hazel Eyes                          |                                    | 3:25  |
| 7.  | Bald                                | Hawkins, Hawkins, Ed Graham        | 5:31  |
| 8.  | Girlfriend                          |                                    | 2:33  |
| 9.  | English Country Garden              |                                    | 3:06  |
| 10. | Blind Man                           |                                    | 3:25  |